# Concejo Regional Lakish
Lakish (en hebreo: מועצה אזורית לכיש) (transliterado: Moatzá Azorit Lakish) es un consejo regional del Distrito Meridional de Israel. El Concejo Regional Lakish fue fundado a principios de los años cincuenta del siglo XX. La economía local se basa en la agricultura, en especial de fruta y de flores. También es importante la producción de vino.

## Historia

### La ciudad cananea
En el segundo milenio antes de Cristo fue establecida en la zona una ciudad cananea. Estaba fortificada con una muralla, un fortín y un foso. En la parte más alta de la ciudad había un palacio, la residencia del Rey de Laquis. En algunas cartas enviadas por los Reyes de Laquis a los faraones del Antiguo Egipto, en las cartas se deduce que Laquis era un centro urbano importante, y la sede del gobernador egipcio en el sur de Canaán. Las teorías más aceptadas sostienen que la ciudad fue finalmente destruida en el siglo XII antes de Cristo, a manos de los israelitas, según se explica en la Biblia (Josué 10:31-32), pero también hay quién dice que fueron los filisteos quienes la destruyeron. En las cartas de Amarna es mencionado como Laquisa, también se ha encontrado una carta que menciona a un rey llamado Zimrida (en el siglo XV AC), y más tarde; Pabi, Yabnilu, Shipti, y Hada, (en el siglo XIV AC) y Jafía (en el siglo XV AC).

### La ciudad israelita
La ciudad fue reconstruida en la época del Reino de Judá. Roboam la fortificó junto con las ciudades de Adoraim y Azekah. Como Laquis era una ciudad fronteriza, fue fortificada con una línea doble de murallas de baldosas de barro sobre cimientos de piedra. La muralla tenía unos seis metros de ancho y la puerta de la ciudad, en la parte suroeste de la muralla, era una de las más grandes y más poderosamente fortificadas de la época. En la acrópolis se construyó un palacio que servía de residencia al gobernador nombrado por el Rey de Judá. La nueva ciudad fue arrasada completamente por el ejército asirio de Senaquerib entre los años 713 y 701 AC. La campaña asiria contra el Rey Ezequías de Judá es documentada en la Biblia (II Reyes 18:14-17 y II Crónicas 32:9); algunos gravados monumentales sobre piedra encontrados en el palacio de Senaquerib en Nínive muestran imágenes de la batalla. También se han encontrado en los yacimientos de Laquis centenares de flechas y de restos de armas que serían una prueba más de la existencia de la batalla. Durante el reinado del Rey Josías (639-609 aC), la ciudad volvió a ser reconstruida y fortificada, aunque de una manera más modesta. Laquis fue de nuevo capturada y destruida, a manos de los babilonios, encabezados por el Rey Nabucodonosor II, hacia los años 587-585 AC (Libro de Jeremías 34,7). La ciudad renació otra vez durante la etapa persa en el siglo V AC, y fue capturada por Alejandro Magno en el año 332 AC. Finalmente, la ciudad fue abandonada definitivamente en el siglo II AC.

### Época moderna
El moshav de Lakish fue fundado en 1955 en una zona próxima al yacimiento arqueológico, tomando su nombre. Posteriormente fue el centro administrativo del resto de moshavim de la zona y fue un modelo para los municipios similares establecidos en Nigeria, en Zambia, y en Nepal, durante los años sesenta del siglo XX. El concejo de Lakish sirve a quince moshavim:
| Nombre    | Hebreo   |
| --------- | -------- |
| Ahuzam    | אחוזם    |
| Amaziah   | אמציה    |
| Lakish    | לכיש     |
| Menuhá    | מנוחה    |
| Nehorá    | נהורה    |
| Nir Heyn  | ניר חיין |
| Nogá      | נוגה     |
| Otzem     | עוצם     |
| Sde David | שדה דוד  |
| Sde Moshé | שדה משה  |
| Shahar    | שחר      |
| Shekef    | שקף      |
| Telamim   | תלמים    |
| Yad Natán | יד נתן   |
| Zohar     | זוהר     |